# Elmer George
Elmer George (n. 15 iulie 1928 - d. 31 mai 1976), s-a născut în Hockerville, Oklahoma, a decedat în Terre Haute, Indiana, a fost un pilot american care a evoluat în Campionatul Mondial de Formula 1 în sezonul 1957. El a condus în seria AAA și USAC Championship Car, care a urmat în sezonul 1956-1963 cu 64 de curse.

## Rezultate din Indianapolis 500
| Anul     | Mașina   | Start    | Media    | Rang     | Finiș    | Partide | Conduceri | Retrageri      |
| -------- | -------- | -------- | -------- | -------- | -------- | ------- | --------- | -------------- |
| 1957     | 23       | 9        | 140.729  | 22       | 33       | 0       | 0         | Accidentare BS |
| 1962     | 21       | 17       | 146.092  | 33       | 17       | 146     | 0         | Motorul        |
| 1963     | 21       | 28       | 147.893  | 31       | 30       | 21      | 0         | Manevrare      |
| Totaluri | Totaluri | Totaluri | Totaluri | Totaluri | Totaluri | 167     | 0         |                |

| Starturi    | 3 |
| Primul rand | 0 |
| Victorii    | 0 |
| Top 5       | 0 |
| Top 10      | 0 |
| Retrageri   | 3 |

## Rezumatul carierei Campionatului Mondial
Indianapolis 500 a făcut parte din Campionatul Mondial FIA din 1950 până în 1960. Conducătorii care concurau la Indy în acei ani au fost creditați cu puncte și participări la Campionatul Mondial. George a participat în 1957 la Indianapolis 500, singura lui cursa de Campionat Mondial. A terminat pe locul 33 și nu a acumulat niciun punct de campionat.

## Personal
Elmer George a fost căsătorit cu Mari Hulman George, fiica lui Tony Hulman, proprietar al Indianapolis Motor Speedway. Elmer și Mari au avut trei fiice și un fiu, Tony George, fondatorul Indy Racing League și ex-CEO al Indianapolis Motor Speedway. Elmer avea doi copii dintr-o căsătorie anterioară, Joseph F. George și Carolyn Coffey.
La sfârșitul anilor 1960 și începutul anilor 1970, George a fost directorul rețelei radio din Indianapolis Motor Speedway.
La 3 mai 1976, Mari a depus cererea de divorț. În ziua campionatului Indianapolis 500, (30 mai 1976), Elmer George a discutat telefonic cu Guy Trolinger, antrenor de cai la ferma de familie din apropiere de Terre Haute și presupusul iubit al lui Mari. După cursa, George a mers la fermă, a intrat în casă și sa confruntat cu Trolinger, apoi în jurul orei 01:00, a izbucnit focuri de arme, iar George a fost împușcat și ucis ca urmare a rănilor multiple cu împușcături. O înaltă instanță a hotărât că Trolinger l-a omorât pe George în auto-apărare, la care i-au fost anulate acuzațiile.

## Conferire
El a fost inaugurat în National Sprint Car Hall of Fame în 2005.